# Краутгаузен
Краутгаузен (нім. Krauthausen) — громада в Німеччині, розташована в землі Тюрингія. Входить до складу району Вартбург. Складова частина об'єднання громад Гайніх-Верраталь.
Площа — 18,48 км2. Населення становить 1557 ос. (станом на 31 грудня 2021).

## Галерея

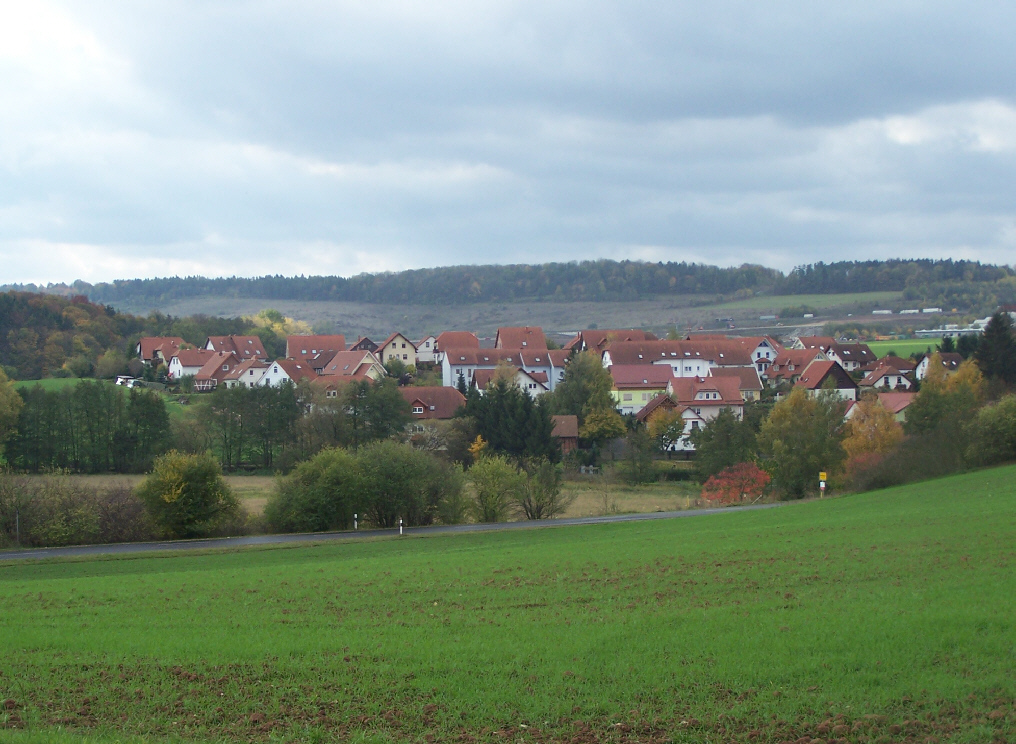
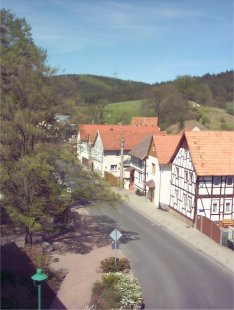